# Laphria taipinensis
Laphria taipinensis là một loài ruồi trong họ Asilidae. Laphria taipinensis được Matsumura miêu tả năm 1916. Loài này phân bố ở miền Ấn Độ - Mã Lai.